# Азіак (острів)
Острів Азіак (також Азкі, Азлак, Азік і Азак;  рос. Азиак) - невеликий безлюдний острів у групі Андреянівських островів у складі Алеутських островів на південному заході Аляски. Назва «Азіак» походить від алеутського слова ha-azax - «десять» , і в багатьох книгах і таблицях, опублікованих до 1920 року, вона часто використовувалася для позначення острова Следдж, розташованого 1500 км на північний схід від півострова Сьюард або до місцевого поселення на цьому острові. Сьогодні Азіак використовується майже виключно для позначення острова групи Андреянівських островів. Розміри острову 1,8* 58 м.